# Hans Henning Hansen
Hans Henning Hansen (4. juli 1916 i København – 6. september 1985 i København) var en dansk arkitekt.
Han var søn af arkitekt Johannes Henning Hansen og Agnete Frederikke Laub Hansen og voksede op i et miljø præget af Martin Nyrop og Thomas Havning, som der begge var familierelationer til. Han blev student 1934 og læste på Kunstakademiets Arkitektskole, hvorfra han tog afgang 1940.
Fra 1939 drev han egen tegnestue. Han var formand for de studerendes råd på Kunstakademiets Arkitektskole 1938, rådgivende arkitekt for Undervisningsministeriet 1945, undervisningsassistens på arkitektskolen (under Edvard Thomsen) 1946-56, medlem af bestyrelsen for Danske Arkitekters Landsforbund 1951-56 og formand 1960-66. Hansen var desuden udsendt af UNESCO som særlig sagkyndig til Jugoslavien 1956, medlem af Akademiraadet 1973 og dets dirigent 1974, den første formand for de europæiske arkitekters fællesmarkedskommission 1976, leder af Den centrale rådgivningstjeneste for skolebyggeri 1976-84 og medlem af Københavns Borgerrepræsentation fra 1978 til sin død for Det Konservative Folkeparti. Han var Ridder af Dannebrog, medlem af repræsentantskabet for Statens Kunstfond, af bestyrelsen for Statens Byggeforskningsinstitut (1965-71) og Byggecentrum, af reguleringskommissionen for Københavns Kommune, medlem af bestyrelsen for Charlottenborgudstillingen 1971, for den internationale arkitektunion 1969 og for Tersløsegaard.
Han byggede ikke meget, men fik betydning for datidens skolebyggeris udvikling ved sit rådgivende arbejde for Undervisningsministeriet. Samtidig var han en nøgleperson i arkitektstandens faglige organisationer. Han modtog Akademisk Arkitektforenings æresmedalje 1966. 
Han var på rejser og udlandsophold i Sverige 1939; London 1947; Jugoslavien 1956; USA 1969; Moskva, New Delhi, Chandigarh i Punjab 1973 og 1974. Han udstillede på Charlottenborg Forårsudstilling 1942.
Hansen giftede sig 7. september 1951 i Aalborg med tegneren Vibeke Louise Mørk-Petersen (9. maj 1928 sammesteds), datter af viceskoleinspektør Martin M.-P. og Inger Lautrup.

## Værker
- Valby Idrætspark, København (1942-44, sammen med Philip Arctander og Steen Eiler Rasmussen, 1. præmie 1939, sammen med Poul Henningsen)
- Alléskolen, Aalborg (1955, sammen med Erik Holst og Henning Meyer)
- Direktørbolig for medicinalfabrikken Novo Nordisk i Chartres (1962, sammen med Henning Meyer)